# Plage de Canelas (Pontevedra)
La plage de Canelas est une plage galicienne située dans la commune de Sanxenxo dans la province de Pontevedra, en Espagne. Elle a une longueur de 400 mètres et de belles vues sur la Ria de Pontevedra. 

## Description
C'est un plage abritée au sable blanc fin et aux eaux tranquilles. Elle est protégée des vents du nord, car l'endroit est orienté au sud.
Les vagues sont assez petites, devenant un endroit idéal pour les surfeurs débutants, également en raison de l'absence de rochers au centre de la plage.
La plage doit son nom au grand nombre de roseaux qui s'y trouvent.
La plage a le pavillon bleu européen. A côté de la plage se trouve la Pointe Cabicastro, une falaise d'environ cent cinquante mètres de haut. De l'autre côté de la plage et la séparant de la plage de Caneliñas se trouve Pointe del Seame; la zone est presque entièrement boisée.
 

## Accès
Depuis Sanxenxo, sur la route PO-308 vers O Grove, à Canelas, en face de la boîte de nuit, on prend une déviation à gauche, vers la plage.

### Autres articles
- Sanxenxo
- Ria de Pontevedra
- Rias Baixas
- Plage de Areas
- Plage de Silgar
- Plage de Montalvo
- Plage de la Lanzada